# Stiekem
Stiekem is een nummer van de Nederlandse zangeres Maan en de Haagse band Goldband. Het nummer werd uitgebracht op 4 november 2022 en verscheen op de tweede versie van het album Leven van Maan. In de hitlijsten bereikte het de eerste positie in de Nederlandse Single Top 100 en de tweede positie in de Nederlandse Top 40. Sinds 13 mei 2023 is het in die lijst de succesvolste Nederlandstalige hit ooit, gekeken naar het aantal behaalde punten in die lijst. Dit record was eerder voor Ik neem je mee van Gers Pardoel. In de Vlaamse Ultratop 50 behaalde het de negende plek. De tekst van het nummer beschrijft de geheime spanning tussen twee mensen en het verlangen naar elkaar.
Het nummer werd begin november 2022 uitgeroepen tot Alarmschijf bij Qmusic en 3FM Megahit bij NPO 3FM. Bovendien won het eind 2022 de #Video Award "Beste Music Video". De single heeft in Nederland de platina status. In België heeft het de gouden status. In 2023 won het twee Edisons, in de categorieën Song en Videoclip.

## Videoclip
In de videoclip, geregisseerd door Véras Fawaz, wordt de spot gedreven met de roddelpers en juicekanalen die te veel met Maans liefdesleven bezig zijn en zo haar relatie met Goldband-lid Karel Gerlach openbaar maken.

## Hitnoteringen

### Nederlandse Top 40
Sinds november 2022 stond het nummer enkele maanden in de top 3 van de Nederlandse Top 40, met als hoogste positie 2.
| Hitnotering: 12-11-2022 t/m 17-06-2023 | Hitnotering: 12-11-2022 t/m 17-06-2023 | Hitnotering: 12-11-2022 t/m 17-06-2023 | Hitnotering: 12-11-2022 t/m 17-06-2023 | Hitnotering: 12-11-2022 t/m 17-06-2023 | Hitnotering: 12-11-2022 t/m 17-06-2023 | Hitnotering: 12-11-2022 t/m 17-06-2023 | Hitnotering: 12-11-2022 t/m 17-06-2023 | Hitnotering: 12-11-2022 t/m 17-06-2023 | Hitnotering: 12-11-2022 t/m 17-06-2023 | Hitnotering: 12-11-2022 t/m 17-06-2023 | Hitnotering: 12-11-2022 t/m 17-06-2023 | Hitnotering: 12-11-2022 t/m 17-06-2023 | Hitnotering: 12-11-2022 t/m 17-06-2023 | Hitnotering: 12-11-2022 t/m 17-06-2023 | Hitnotering: 12-11-2022 t/m 17-06-2023 | Hitnotering: 12-11-2022 t/m 17-06-2023 | Hitnotering: 12-11-2022 t/m 17-06-2023 |
| Week:                                  | 1                                      | 2                                      | 3                                      | 4                                      | 5                                      | 6                                      | 7                                      | 8                                      | 9                                      | 10                                     | 11                                     | 12                                     | 13                                     | 14                                     | 15                                     | 16                                     | 17                                     |
| -------------------------------------- | -------------------------------------- | -------------------------------------- | -------------------------------------- | -------------------------------------- | -------------------------------------- | -------------------------------------- | -------------------------------------- | -------------------------------------- | -------------------------------------- | -------------------------------------- | -------------------------------------- | -------------------------------------- | -------------------------------------- | -------------------------------------- | -------------------------------------- | -------------------------------------- | -------------------------------------- |
| Positie:                               | 13                                     | 2                                      | 2                                      | 2                                      | 2                                      | 3                                      | 2                                      | 2                                      | 2                                      | 2                                      | 2                                      | 3                                      | 3                                      | 3                                      | 3                                      | 4                                      | 4                                      |
| Week:                                  | 18                                     | 19                                     | 20                                     | 21                                     | 22                                     | 23                                     | 24                                     | 25                                     | 26                                     | 27                                     | 28                                     | 29                                     | 30                                     | 31                                     | 32                                     |                                        |                                        |
| Positie:                               | 4                                      | 4                                      | 3                                      | 4                                      | 6                                      | 5                                      | 5                                      | 10                                     | 13                                     | 17                                     | 21                                     | 26                                     | 30                                     | 36                                     | 40                                     | uit                                    |                                        |

### NederlandseSingle Top 100
Aan het eind van november 2022 bereikte het nummer de nummer 1-positie in de Nederlandse Single Top 100.
| Hitnotering: 12-11-2022 tot heden | Hitnotering: 12-11-2022 tot heden | Hitnotering: 12-11-2022 tot heden | Hitnotering: 12-11-2022 tot heden | Hitnotering: 12-11-2022 tot heden | Hitnotering: 12-11-2022 tot heden | Hitnotering: 12-11-2022 tot heden | Hitnotering: 12-11-2022 tot heden | Hitnotering: 12-11-2022 tot heden | Hitnotering: 12-11-2022 tot heden | Hitnotering: 12-11-2022 tot heden | Hitnotering: 12-11-2022 tot heden | Hitnotering: 12-11-2022 tot heden | Hitnotering: 12-11-2022 tot heden | Hitnotering: 12-11-2022 tot heden | Hitnotering: 12-11-2022 tot heden | Hitnotering: 12-11-2022 tot heden | Hitnotering: 12-11-2022 tot heden | Hitnotering: 12-11-2022 tot heden | Hitnotering: 12-11-2022 tot heden | Hitnotering: 12-11-2022 tot heden |
| Week:                             | 1                                 | 2                                 | 3                                 | 4                                 | 5                                 | 6                                 | 7                                 | 8                                 | 9                                 | 10                                | 11                                | 12                                | 13                                | 14                                | 15                                | 16                                | 17                                | 18                                | 19                                | 20                                |
| --------------------------------- | --------------------------------- | --------------------------------- | --------------------------------- | --------------------------------- | --------------------------------- | --------------------------------- | --------------------------------- | --------------------------------- | --------------------------------- | --------------------------------- | --------------------------------- | --------------------------------- | --------------------------------- | --------------------------------- | --------------------------------- | --------------------------------- | --------------------------------- | --------------------------------- | --------------------------------- | --------------------------------- |
| Positie:                          | 4                                 | 2                                 | 1                                 | 1                                 | 3                                 | 4                                 | 4                                 | 19                                | 2                                 | 3                                 | 3                                 | 2                                 | 2                                 | 2                                 | 3                                 | 3                                 | 3                                 | 2                                 | 2                                 | 2                                 |
| Week:                             | 21                                | 22                                | 23                                | 24                                | 25                                | 26                                | 27                                | 28                                | 29                                | 30                                | 31                                | 32                                | 33                                | 34                                | 35                                | 36                                | 37                                | 38                                | 39                                | 40                                |
| Positie:                          | 2                                 | 2                                 | 2                                 | 3                                 | 4                                 | 4                                 | 6                                 | 6                                 | 7                                 | 9                                 | 10                                | 12                                | 14                                | 18                                | 18                                | 19                                | 10                                | 14                                | 17                                | 16                                |
| Week:                             | 41                                | 42                                | 43                                | 44                                | 45                                | 46                                | 47                                | 48                                | 49                                | 50                                | 51                                | 52                                | 53                                | 54                                | 55                                | 56                                | 57                                | 58                                | 59                                | 60                                |
| Positie:                          | 20                                | 20                                | 17                                | 19                                | 24                                | 30                                | 32                                | 33                                | 37                                | 35                                | 36                                | 41                                | 46                                | 48                                | 58                                | 53                                | 44                                | 61                                | 64                                | 99                                |
| Week:                             | 61                                |                                   |                                   |                                   |                                   |                                   |                                   |                                   |                                   |                                   |                                   |                                   |                                   |                                   |                                   |                                   |                                   |                                   |                                   |                                   |
| Positie:                          | 23                                |                                   |                                   |                                   |                                   |                                   |                                   |                                   |                                   |                                   |                                   |                                   |                                   |                                   |                                   |                                   |                                   |                                   |                                   |                                   |

### VlaamseUltratop 50
In de Vlaamse Ultratop 50 piekte het in april 2023 op de tweede positie.
| Hitnotering: 10-12-2022 t/m 19-08-2023 | Hitnotering: 10-12-2022 t/m 19-08-2023 | Hitnotering: 10-12-2022 t/m 19-08-2023 | Hitnotering: 10-12-2022 t/m 19-08-2023 | Hitnotering: 10-12-2022 t/m 19-08-2023 | Hitnotering: 10-12-2022 t/m 19-08-2023 | Hitnotering: 10-12-2022 t/m 19-08-2023 | Hitnotering: 10-12-2022 t/m 19-08-2023 | Hitnotering: 10-12-2022 t/m 19-08-2023 | Hitnotering: 10-12-2022 t/m 19-08-2023 | Hitnotering: 10-12-2022 t/m 19-08-2023 | Hitnotering: 10-12-2022 t/m 19-08-2023 | Hitnotering: 10-12-2022 t/m 19-08-2023 | Hitnotering: 10-12-2022 t/m 19-08-2023 | Hitnotering: 10-12-2022 t/m 19-08-2023 | Hitnotering: 10-12-2022 t/m 19-08-2023 | Hitnotering: 10-12-2022 t/m 19-08-2023 | Hitnotering: 10-12-2022 t/m 19-08-2023 | Hitnotering: 10-12-2022 t/m 19-08-2023 | Hitnotering: 10-12-2022 t/m 19-08-2023 |
| Week:                                  | 1                                      | 2                                      | 3                                      | 4                                      | 5                                      | 6                                      | 7                                      | 8                                      | 9                                      | 10                                     | 11                                     | 12                                     | 13                                     | 14                                     | 15                                     | 16                                     | 17                                     | 18                                     | 19                                     |
| -------------------------------------- | -------------------------------------- | -------------------------------------- | -------------------------------------- | -------------------------------------- | -------------------------------------- | -------------------------------------- | -------------------------------------- | -------------------------------------- | -------------------------------------- | -------------------------------------- | -------------------------------------- | -------------------------------------- | -------------------------------------- | -------------------------------------- | -------------------------------------- | -------------------------------------- | -------------------------------------- | -------------------------------------- | -------------------------------------- |
| Positie:                               | 21                                     | 22                                     | 12                                     | 28                                     | 9                                      | 9                                      | 9                                      | 5                                      | 5                                      | 5                                      | 4                                      | 3                                      | 4                                      | 7                                      | 5                                      | 6                                      | 6                                      | 5                                      | 2                                      |
| Week:                                  | 20                                     | 21                                     | 22                                     | 23                                     | 24                                     | 25                                     | 26                                     | 27                                     | 28                                     | 29                                     | 30                                     | 31                                     | 32                                     | 33                                     | 34                                     | 35                                     | 36                                     | 37                                     |                                        |
| Positie:                               | 9                                      | 11                                     | 6                                      | 12                                     | 12                                     | 19                                     | 21                                     | 15                                     | 17                                     | 18                                     | 27                                     | 29                                     | 29                                     | 13                                     | 33                                     | 37                                     | 32                                     | 38                                     | uit                                    |

### NPO Radio 2 Top 2000
Op 15 december 2023 werd bekend dat het nummer de hoogste nieuwe binnenkomer is op plek 180 in de NPO Radio 2 Top 2000.

| Nummer met noteringen in de NPO Radio 2 Top 2000 | '23 | '24 |
| ------------------------------------------------ | --- | --- |
| Stiekem                                          | 180 | 426 |

1. ↑  Een vetgedrukt getal geeft de hoogste notering aan.
2. ↑  2023 was het eerste jaar met een notering voor dit nummer.